# Вукманово
Вукманово је насељено место у градској општини Палилула на подручју града Ниша у Нишавском округу. Налази се на јужном рубу нишке котлине, у подножју Селичевице, на око 10 км од центра Ниша. Према попису из 2022. било је 272 становника (према попису из 1991. било је 406 становника).

Овде се налазе Запис Марјановића трешња (Вукманово), Запис Петровића крушка (Вукманово) и Запис храст на Оштрој чуки (Вукманово).

## Саобраћај
До Вукманова се може доћи приградским линијама 22 ПАС Ниш - Габровац - Бербатово - Вукманово и кружном линијом 23К ПАС Ниш - Габровац - Вукманово - Бербатово - Габровац - ПАС Ниш.

## Демографија
Године 1878. Вукманово је имало 38 домаћинстава и 297 становника, а 1930. године 95 домаћинстава и 556 становника.
Према попису из 2002. године у Вукманову је живело 298 пунолетна становника, а просечна старост становништва била је 51,0 година (48,2 код мушкараца и 55,0 код жена). У насељу је било 120 домаћинства, а просечан број чланова по домаћинству је 2,27.
Ово насеље је великим делом насељено Србима (према попису из 2002. године), а у последња три пописа, примећен је пад у броју становника.
|  |

| Демографија | Демографија | Демографија |
| Година      | Становника  | Становника  |
| ----------- | ----------- | ----------- |
| 1948.       | 633         |             |
| 1953.       | 598         |             |
| 1961.       | 552         |             |
| 1971.       | 483         |             |
| 1981.       | 471         |             |
| 1991.       | 406         | 406         |
| 2002.       | 389         | 394         |
| 2011.       | 340         |             |
| 2022.       | 272         |             |

| Етнички састав према попису из 2002.‍ | Етнички састав према попису из 2002.‍ | Етнички састав према попису из 2002.‍ | Етнички састав према попису из 2002.‍ | Етнички састав према попису из 2002.‍ |
| ------------------------------------ | ------------------------------------ | ------------------------------------ | ------------------------------------ | ------------------------------------ |
|                                      |                                      |                                      |                                      |                                      |
| Срби                                 | Срби                                 |                                      | 386                                  | 99,22%                               |
| непознато                            | непознато                            |                                      | 3                                    | 0,77%                                |

| Година пописа     | 1948. | 1953. | 1961. | 1971. | 1981. | 1991. | 2002. |
| ----------------- | ----- | ----- | ----- | ----- | ----- | ----- | ----- |
| Број домаћинстава | 112   | 114   | 128   | 115   | 131   | 116   | 133   |

| Број чланова      | 1  | 2  | 3  | 4  | 5 | 6 | 7 | 8 | 9 | 10 и више | Просек |
| ----------------- | -- | -- | -- | -- | - | - | - | - | - | --------- | ------ |
| Број домаћинстава | 21 | 42 | 33 | 19 | 4 | 9 | 5 | 0 | 0 | 0         | 2,92   |

| Пол    | Укупно | Неожењен/Неудата | Ожењен/Удата | Удовац/Удовица | Разведен/Разведена | Непознато |
| ------ | ------ | ---------------- | ------------ | -------------- | ------------------ | --------- |
| Мушки  | 181    | 55               | 109          | 10             | 6                  | 1         |
| Женски | 160    | 20               | 107          | 28             | 4                  | 1         |
| УКУПНО | 341    | 75               | 216          | 38             | 10                 | 2         |

| Пол    | Укупно                    | Пољопривреда, лов и шумарство | Рибарство                            | Вађење руде и камена | Прерађивачка индустрија       |
| ------ | ------------------------- | ----------------------------- | ------------------------------------ | -------------------- | ----------------------------- |
| Мушки  | 108                       | 6                             | 0                                    | 1                    | 55                            |
| Женски | 26                        | 4                             | 0                                    | 0                    | 5                             |
| УКУПНО | 134                       | 10                            | 0                                    | 1                    | 60                            |
| Пол    | Производња и снабдевање   | Грађевинарство                | Трговина                             | Хотели и ресторани   | Саобраћај, складиштење и везе |
| Мушки  | 2                         | 7                             | 18                                   | 0                    | 5                             |
| Женски | 0                         | 1                             | 4                                    | 1                    | 0                             |
| УКУПНО | 2                         | 8                             | 22                                   | 1                    | 5                             |
| Пол    | Финансијско посредовање   | Некретнине                    | Државна управа и одбрана             | Образовање           | Здравствени и социјални рад   |
| Мушки  | 1                         | 0                             | 1                                    | 2                    | 2                             |
| Женски | 0                         | 2                             | 0                                    | 3                    | 4                             |
| УКУПНО | 1                         | 2                             | 1                                    | 5                    | 6                             |
| Пол    | Остале услужне активности | Приватна домаћинства          | Екстериторијалне организације и тела | Непознато            | Непознато                     |
| Мушки  | 4                         | 0                             | 0                                    | 4                    | 4                             |
| Женски | 2                         | 0                             | 0                                    | 0                    | 0                             |
| УКУПНО | 6                         | 0                             | 0                                    | 4                    | 4                             |